# جان أوغست دومينيك آنغر
كان جان أوغست دومينيك آنغر (29 أغسطس 1780 - 14 يناير 1867) رسامًا كلاسيكيًا حديثًا فرنسيًا. تأثر آنغر بشكل كبير بالتقاليد الفنية الماضية، وطمح إلى أن يصبح الحامي للأرثوذوكسية التقليدية في مواجهة حركة الرومانسية الصاعدة. على الرغم من أنه اعتبر نفسه رسامًا تاريخيًا في تقليدٍ لنيكولاس بوسين وجاك لوي ديفيد، إلا أن لوحات البورتريه الخاصة به، سواءً المرسومة أو المصوّرة، تُعتبر أعظم إرث له. جعلت منه التشويهات التعبيرية في الشكل والفضاء رائدًا هامًا للفن الحديث، حيث أثر على بيكاسو وماتيس وغيرهم من الحداثيين.
وُلد آنغر لعائلة متواضعة في مونتوبان وسافر إلى باريس للدراسة في استوديو ديفيد. كان ظهوره الأول في صالون باريس في عام 1802 حيث فاز بجائزة روما عن لوحته «سفراء أجامِمنون في خيمة آخيل». تطور أسلوبه –الذي كشف عن دراسته المتعمقة لأساليب فناني عصر النهضة الكبار الإيطاليين والفلمنك– بشكل كامل بحلول الوقت الذي غادر فيه ليقيم في روما في عام 1806، ولم يتغير كثيرًا بعد ذلك ولبقية حياته. أثناء عمله في روما، وبعد ذلك في فلورنسا في الفترة من 1806 إلى 1824، اعتاد أن يرسل لوحات بانتظام إلى صالون باريس، حيث كانت تُنتقد من قبل النقاد الذين وجدوا أسلوبه شاذًا ومهجورًا. حصل على عمولات ضئيلة عن اللوحات التاريخية التي طمح إلى أن يصورها خلال تلك الفترة، ولكنه كان قادرًا على إعالة نفسه وزوجته كرسّام ومصوّر بورتريهات.
اعتُرف به أخيرًا في الصالون في عام 1824، عندما قوبلت لوحته الرفائيلية المعروفة بعهد لويس الثالث عشر باستحسان، واعتُرف به كزعيم للمدرسة الكلاسيكية الحديثة في فرنسا. على الرغم من أن دخله من عمولات اللوحات التاريخية قد اضطره لتصوير بورتريهات أقل، إلا أن لوحة البورتريه للسيد بيرتن خاصته سجلت نجاحه الشعبي المقبل في عام 1833. في العام التالي، تسبب سخطه نتيجة للانتقاد القاسي للوحته الطموحة المُسماه باستشهاد القديس سِمفوريان في رجوعه إلى إيطاليا، حيث تولى إدارة الأكاديمية الفرنسية في روما في عام 1835، وعاد بعد ذلك إلى باريس في عام 1841 ليقضي بقية حياته هناك. رسم آنغر نسخًا جديدة من العديد من لوحاته السابقة في سنواته اللاحقة، إضافة إلى سلسلة من التصاميم لنوافذ زجاج معشق، وعدة بورتريهات مهمة للنساء، وأيضًا الحمام التركي، التي كانت الأخيرة من عدة لوحات استشراقية للمرأة العارية، والتي أنهاها في سن 83.

## السنوات الأولى: مونتوبان وتولوز
وُلد آنغر ببلدية مونتوبان في إقليم تارن وغارون بفرنسا. كان الأول من بين سبعة أطفال (خمسة منهم بقوا على قيد الحياة بعد مرحلة الرضاعة) لجان ماري جوزيف آنغر (1755-1814) وزوجته آن موليت (1758-1817). كان والده فنانًا ناجحًا متميزًا في جميع أنواع الفنون؛ كان مصورًا للبورتريهات المصغرة، ونحاتًا، وبنّاءً بالحجارة تزيينيًا، وموسيقيًا هاويًا. أما والدته فكانت الابنة القريبة من كونها أميّة لصانع شعر مستعار. تلقى آنغر الشاب من والده تشجيعًا وتعليمات مبكرة في الرسم والموسيقى، وصُنعت أول رسمة معروفة له، والتي كانت عبارة عن تصوير تقريبي لمسبوكة عتيقة، في عام 1789. التحق آنغر بالمدرسة المحلية المعروفة بمدرسة الأخوة للتعليم المسيحي ابتداءً من عام 1786، ولكن تعطل تعليمه بسبب الفوضى الناتجة من الثورة الفرنسية، ووضع إغلاق المدرسة في عام 1791 نهاية لتعليمه التقليدي. استمر عدم اكماله لتعليمه في أن يكون مصدر انعدام للثقة بالنفس بالنسبة إليه.
أخذ جوزيف آنغر ابنه إلى تولوز في عام 1791، حيث التحق آنغر الشاب بالأكاديمية الملكية للرسم والنحت. تعلم هناك على يد النحّات جان بيير فيغان، ومصور المناظر الطبيعية جان بريانت، والرسام الكلاسيكي الحديث غيوم جوزيف روك. كان لتبجيل روك لرافائيل تأثيرًا فارقًا على الفنان الشاب. فاز آنغر بجوائز في دروب عديدة، مثل التكوين، و«الأشكال والتحف»، ودراسة الحياة. تطورت موهبته الموسيقية على يد عازف الكمان ليجو، ومن سن الثالثة عشرة إلى السادسة عشرة لعب الكمان الثاني في الأوركسترا الوطنية للعاصمة تولوز.
عزم آنغر على أن يكون رسامًا تاريخيًا منذ صغره، وكان رسم التاريخ يعتبر أعلى مستوى من الرسم في التسلسل الهرمي للفنانين الذي كونته الأكاديمية الملكية للرسم والنحت في عهد لويس الرابع عشر واستمر حتى القرن التاسع عشر. لم يكن يريد صنع بورتريهات أو رسوم للحياة الواقعية كوالده، بل أراد تجسيد أبطال الدين والتاريخ والميثيولوجيا، وإضفاء قدر من المثالية إليهم، وإظهارهم بطرق تفسر أفعالهم، ومنافسة أفضل الأعمال الأدبية والفلسفية.

## في باريس (1797– 1806)
مُنح آنغر الجائزة الأولى في الرسم من قبل الأكاديمية في مارس 1797، وسافر في أغسطس إلى باريس للدراسة في استوديو جاك لوي ديفيد، الرسام الرائد في فرنسا –وأوروبا بأكملها– خلال الفترة الثورية، والذي مكث آنغر في الاستوديو الخاص به لأربعة سنوات. حذا آنغر حذو معلمه متبعًا الاتجاه الكلاسيكي الحديث. كان ديفيد يعمل على تحفته الضخمة «تدخل نساء السابين» في عام 1797، وكان يعدل تدريجيًا من أسلوبه بعيدًا عن النماذج الرومانية من الواقعية الصارمة إلى مُثُل النقاء والفضيلة والبساطة في الفن اليوناني. تحدث إتيان جين ديليكلوز، الذي كان أحد الطلاب الآخرين لديفيد وناقدًا للفن فيما بعد، عن آنغر واصفًا إياه:
لم يتميز فقط بالصدق في شخصيته ونزعته تجاه العمل بمفرده... لقد كان أحد أكثر الأشخاص ولعًا...شارك قليلًا في جميع الحماقات المثيرة للاضطراب من حوله، ودرس بمثابرة أكثر من معظم زملاءه التلامذة...جميع الصفات التي تميز اليوم موهبة هذا الفنان، كدقة الكِفاف، والعاطفة العميقة والحقيقية للشكل، والتصميم بدقة وحزم استثنائيان، يمكن رؤيتها بالفعل في رسومه التقريبية الأولى. بينما أشار العديد من رفاقه، وديفيد بذاته، إلى ميله نحو المبالغة في رسومه التقريبية، إلا أن الجميع قد صُعق بتراكيبه العظيمة واعترفوا بموهبته.
قُبل آنغر في قسم الرسم في كلية الفنون الجميلة في أكتوبر عام 1799، وقد فاز عن رسوماته لجذوع أجساد الذكور بالجائزة الكبرى لتصوير الأشكال في عامي 1800 و 1801. تنافس أيضًا على جائزة روما في نفس العامين، وهي أعلى جائزة في الأكاديمية، والتي منحت الفائز الحق في الإقامة لمدة أربع سنوات في أكاديمية فرنسا في روما. جاء آنغر في المركز الثاني بعد محاولته الأولى، لكنه تمكن من الحصول على الجائزة الأولى مع سفراء أجامِمنون في خيمة آخيل في عام 1801. إن أشكال المبعوثين على يمين اللوحة قوية ومتينة مثل التماثيل، بنفس الشكل الذي يُتبع في الأسلوب الذي علمه ديفيد، ولكن الشخصية الرئيسية على اليسار، آخيل وباتروكلُوَس، متحركة وزاهية وسامية، كأشكال في نقش منخفض رقيق. 
أُجلت إقامته في روما حتى عام 1806 بسبب نقص الموارد المالية للدولة. عمل في باريس في هذه الأثناء إلى جانب العديد من طلاب ديفيد الآخرين في استوديو ممنوح من الدولة، كما طور أسلوبًا شدد على نقاء الكِفاف. وجد إلهامًا في أعمال رافائيل، وفي لوحات المزهريات للحضارة الإتروسكانية، وفي نقوش الخطوط العريضة للفنان الإنجليزي جون فلاكسمان. أظهرت رسوماته لثنائية الجنس وحورية السلماسيس نموذجًا جديدًا منمقًا للجمال الأنثوي، والذي سيظهر مرات أخرى لاحقًا في جوبيتر وتيتيس ولوحاته العارية الشهيرة.

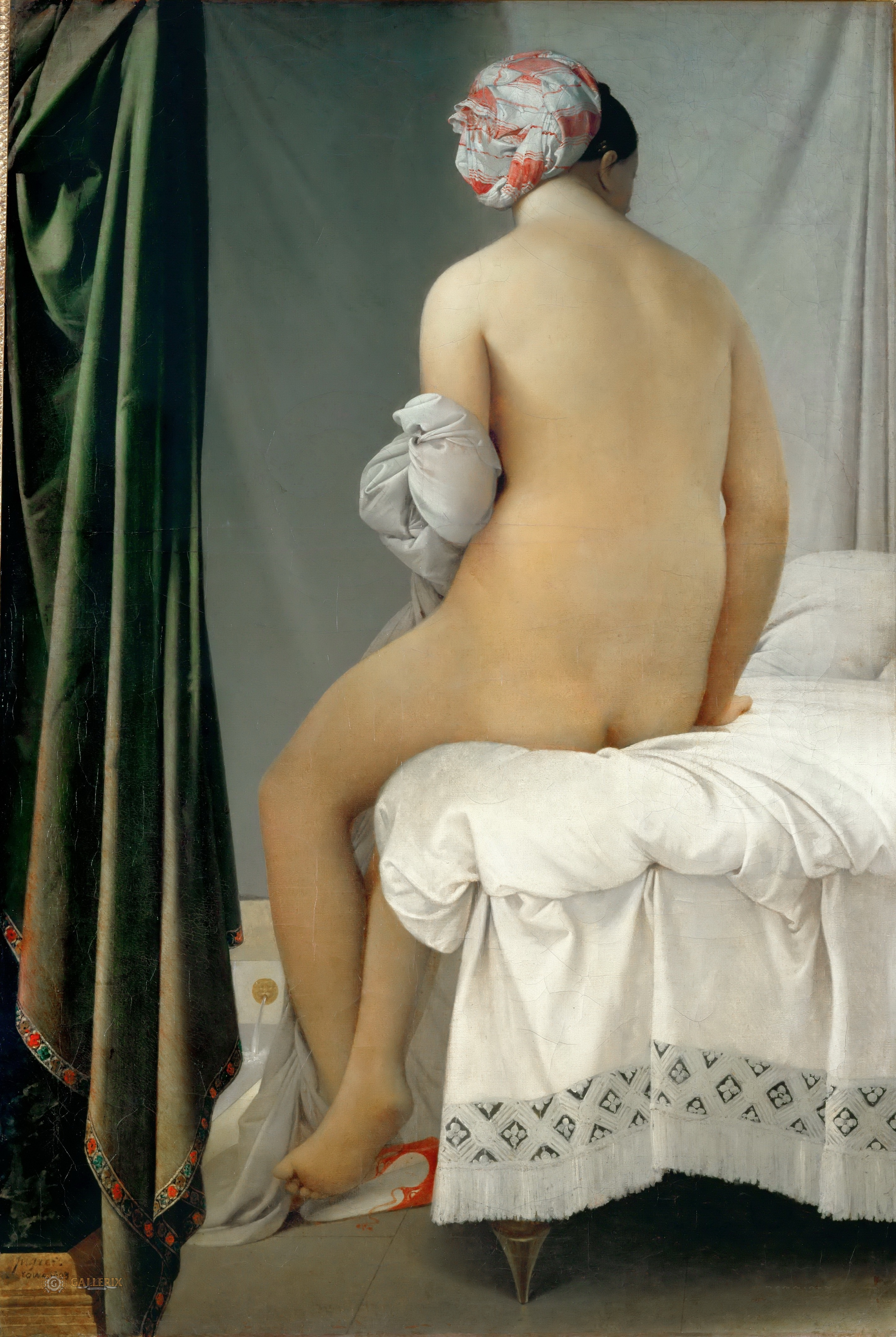
امرأة جالسة بريشة جان أوغست دومينيك إنغر من عام 1808 في متاحف اللوفر في باريس.

ظهر لأول مرة في صالون باريس مع لوحة بورتريه لامرأة (مكان وجودها الحالي غير معروف) في عام 1802. رسم سلسلة من البورتريهات بين عامي 1804 و 1806، والتي كانت مدهشة نظرًا لدقتها البالغة، وبالأخص في ثراء أنسجتها وتفاصيلها الدقيقة. شملت هذه اللوحات صورة فيليبير ريفييه (1805)، وصورة سابين ريفييه (1805-1806)، وصورة السيدة أيمون (المعروف أيضًا باسم زيلي الحسناء، 1806)، وصورة كارولين ريفييه (1805–1806). لم تكن الأوجه الأنثوية مفصّلة على الإطلاق، بل تم تلطيفها، وما كان جديرًا بالملاحظة فيها هي عيونها البيضاوية الكبيرة، والألوان الجسدية الناعمة، وتعبيراتها التي تشبه الأحلام. عادةً ما كانت صوره ذات خلفيات بسيطة بلون صاف داكن أو فاتح، أو بشكل السماء. كانت تلك اللوحات بمثابة بداية لسلسلة من شأنها أن تجعله من بين الفنانين الأكثر احتفاءً في القرن التاسع عشر.

## من أهم أعماله
- الجارية الكبيرة (Grande Odalisque)، 1814 م.
- أمنية لويس الثالث عشر (le Vœu de Louis XIII)، 1824 م، كاتدرائية مونتوبون،
- الحمام التركي (le Bain turc)، 1859-1863 م، متحف اللوفر،
- تمجيد هوميروس (l'Apothéose d'Homère)، 1827 م، متحف اللوفر،
- المصدر (La Source) سنة 1820 في متحف أورسي.
- امرأة جالسة (La Grande Baigneuse) سنة 1808 في متحف اللوفر.

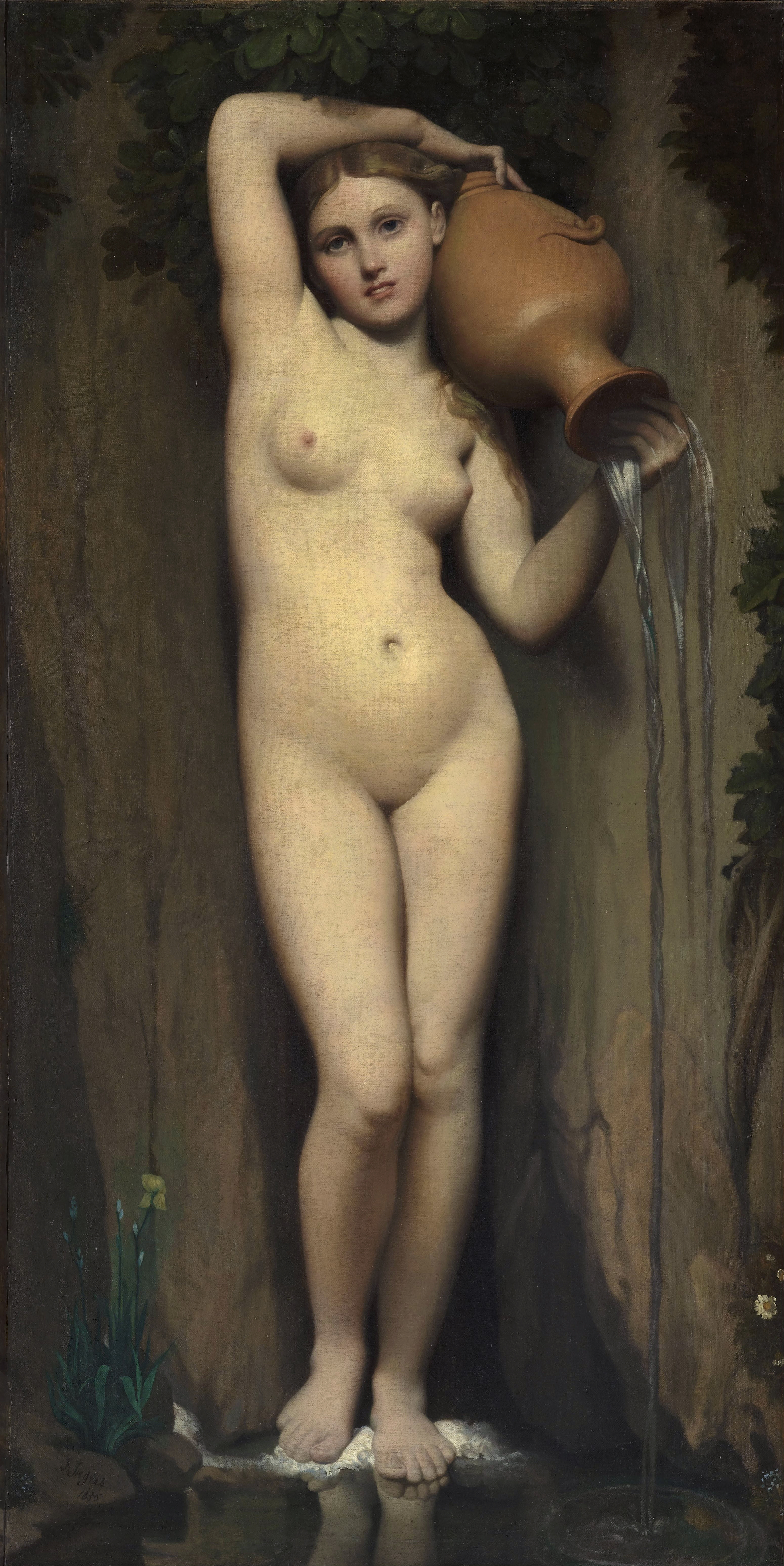
المَصْدَر بريشة جان أوغست دومينيك إنجرس. بدأ العمل على أللوحة في فلورنسا حوالي عام 1820 ولم تكتمل حتى عام 1856. الآن في متحف أورسي في باريس

## روابط خارجية
- جان أوغست دومينيك آنغر على موقع الموسوعة البريطانية (الإنجليزية)
- جان أوغست دومينيك آنغر على موقع ميوزك برينز (الإنجليزية)
- جان أوغست دومينيك آنغر على موقع إن إن دي بي (الإنجليزية)
- جان أوغست دومينيك آنغر على موقع ديسكوغز (الإنجليزية)